# 396 a.C.

## Eventos
- 96a olimpíada:[1]

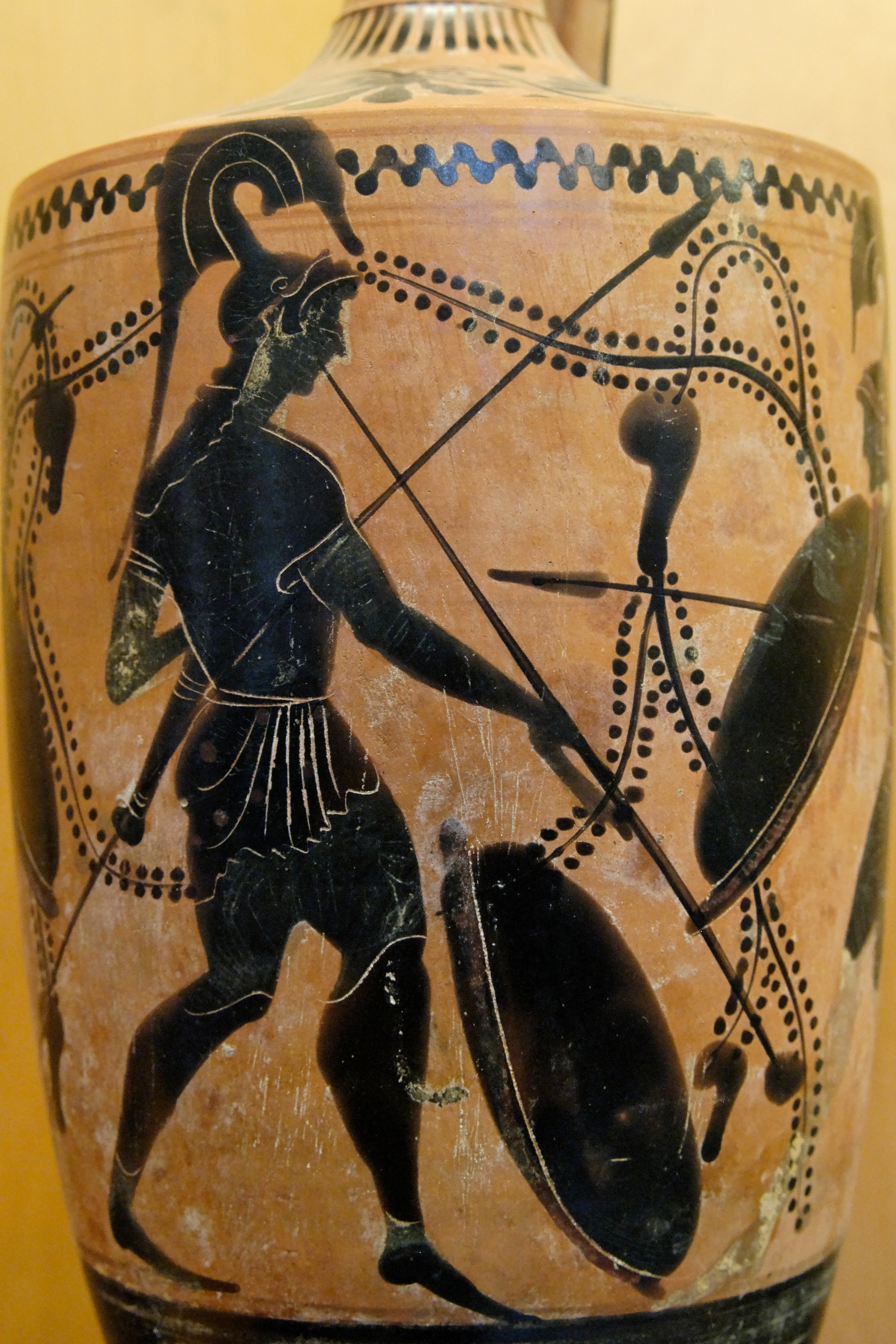
c. : representação de um soldado tocando o salpinge

  - Eupolemo de Élida, vencedor do estádio;
  - Incluída a competição para tocadores de salpinge. O vencedor foi Timeu de Élida;
  - Incluída a competição para arautos (em grego, Κῆρυξ, Keryx). O vencedor foi Crates de Élida.
- Conquista da cidade de Veios, na Etrúria, pelos romanos, depois de um cerco de dez anos, sendo a primeira grande conquista protagonizada por Roma.
- Marco Fúrio Camilo é eleito ditador pela primeira vez, com Públio Cornélio Maluginense como seu mestre da cavalaria.
- Lúcio Titínio Pansa Saco, pela segunda vez, Públio Licínio Calvo Esquilino, Quinto Mânlio Vulsão Capitolino, Públio Mélio Capitolino, pela segunda vez, Cneu Genúcio Augurino, pela segunda vez, Lúcio Atílio Prisco, pela segunda vez, tribunos consulares em Roma.